# Trachythrips astutus
Trachythrips astutus är en insektsart som beskrevs av Cott 1956. Trachythrips astutus ingår i släktet Trachythrips och familjen rörtripsar. Inga underarter finns listade i Catalogue of Life.